# Campionati del mondo di atletica leggera indoor 2025 - 1500 metri piani maschili
La gara dei 1500 metri piani maschili dei campionati del mondo di atletica leggera indoor 2025 si è svolta a Nanchino tra il 21 e il 23 marzo 2025.

## Podio
| Pos.    | Atleta             | Nazionalità | Tempo   |
| ------- | ------------------ | ----------- | ------- |
| Oro     | Jakob Ingebrigtsen | Norvegia    | 3'38"79 |
| Argento | Neil Gourley       | Regno Unito | 3'39"07 |
| Bronzo  | Luke Houser        | Stati Uniti | 3'39"17 |

## Situazione pre-gara

### Record
Prima di questa competizione, il record del mondo e il record dei campionati erano i seguenti.
| Record                | Prestazione | Atleta                      | Data e luogo                     | Competizione                          |
| --------------------- | ----------- | --------------------------- | -------------------------------- | ------------------------------------- |
| Record mondiale       | 3'29"63     | Jakob Ingebrigtsen Norvegia | 13 febbraio 2026 Liévin, Francia | Meeting Hauts-de-France Pas-de-Calais |
| Record dei campionati | 3'32"77     | Samuel Tefera Etiopia       | 20 marzo 2022 Belgrado, Serbia   | Campionati del mondo indoor 2022      |

## Qualificazioni
Per i 1500 metri piani maschili il periodo di qualifica andava dal 1º settembre 2024 al 9 marzo 2025. Gli atleti potevano ottenere la qualificazione rientrando nello standard di 3'33"50, con una wildcard o in base al loro piazzamento nel World Athletics Rankings.

## Risultati

### Batterie di qualificazione
Le batterie di qualificazione si sono tenute il 21 marzo a partire dalle ore 19:18.
Passano alla finale i primi due atleti di ogni batteria (Q) e il successivo atleta più veloce (q).

#### Batteria 1
| Pos. | Atleta          | Nazionalità | Tempo   | Note |
| ---- | --------------- | ----------- | ------- | ---- |
| 1    | Neil Gourley    | Regno Unito | 3'36"60 | Q    |
| 2    | Samuel Prakel   | Stati Uniti | 3'36"93 | Q    |
| 3    | Adrián Ben      | Spagna      | 3'36"95 | q    |
| 4    | Ruben Verheyden | Belgio      | 3'37"94 |      |
| 5    | Charles Grethen | Lussemburgo | 3'38"10 |      |
| 6    | Filip Sasínek   | Rep. Ceca   | 3'40"86 |      |

#### Batteria 2
| Pos. | Atleta                  | Nazionalità | Tempo   | Note                          |
| ---- | ----------------------- | ----------- | ------- | ----------------------------- |
| 1    | Jakob Ingebrigtsen      | Norvegia    | 3'39"80 | Q                             |
| 2    | Raphael Pallitsch       | Austria     | 3'40"08 | Q                             |
| 3    | Andrew Coscoran         | Irlanda     | 3'40"79 |                               |
| 4    | Joao Bussotti           | Italia      | 3'40"92 |                               |
| 5    | Foster Malieck          | Canada      | 3'42"55 |                               |
| 6    | Seyedamir Zamanpour     | Iran        | 3'43"37 | Record nazionale              |
| 7    | Aarón Hernández Bolaños | El Salvador | 3'57"77 | Miglior prestazione personale |

#### Batteria 3
| Pos. | Atleta           | Nazionalità | Tempo   | Note                                     |
| ---- | ---------------- | ----------- | ------- | ---------------------------------------- |
| 1    | Luke Houser      | Stati Uniti | 3'41"16 | Q                                        |
| 2    | Samuel Pihlstrom | Svezia      | 3'42"21 | Q                                        |
| 3    | Olli Hoare       | Australia   | 3'42"29 |                                          |
| 4    | Kieran Lumb      | Canada      | 3'42"32 |                                          |
| 5    | Liu Dezhu        | Cina        | 3'43"55 | Miglior prestazione personale stagionale |
| 6    | Ugis Jocis       | Lettonia    | 3'50"27 |                                          |
| 7    | Hugh Kent        | Guam        | 4'07"37 | Miglior prestazione personale            |

#### Batteria 4
| Pos. | Atleta         | Nazionalità | Tempo   | Note |
| ---- | -------------- | ----------- | ------- | ---- |
| 1    | Mariano García | Spagna      | 4'02"68 | Q    |
| 2    | Isaac Nader    | Portogallo  | 4'02"75 | Q    |
| 3    | Festus Lagat   | Kenya       | 4'02"99 |      |
| 4    | Anass Essayi   | Marocco     | 4'04"16 |      |
| 5    | Melese Nberet  | Etiopia     | 4'05"04 |      |
| 6    | Adam Fogg      | Regno Unito | 4'06"02 |      |

### Finale
La finale si è tenuta il 23 marzo alle ore 20:15.
| Pos.    | Atleta             | Nazionalità | Tempo   | Note |
| ------- | ------------------ | ----------- | ------- | ---- |
| Oro     | Jakob Ingebrigtsen | Norvegia    | 3'38"79 |      |
| Argento | Neil Gourley       | Regno Unito | 3'39"07 |      |
| Bronzo  | Luke Houser        | Stati Uniti | 3'39"17 |      |
| 4       | Isaac Nader        | Portogallo  | 3'39"58 |      |
| 5       | Samuel Pihlstrom   | Svezia      | 3'39"67 |      |
| 6       | Adrián Ben         | Spagna      | 3'39"96 |      |
| 7       | Raphael Pallitsch  | Austria     | 3'41"01 |      |
| 8       | Mariano García     | Spagna      | 3'41"83 |      |
| 9       | Samuel Prakel      | Stati Uniti | 3'44"48 |      |